# Metropolitan Borough of Deptford

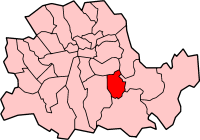
Lage von Deptford im früheren County of London

Der Metropolitan Borough of Deptford war ein Bezirk im Ballungsraum der britischen Hauptstadt London mit dem Status eines Metropolitan Borough. Er existierte von 1900 bis 1965 und lag im Südosten der ehemaligen Grafschaft County of London.

## Geschichte
Deptford war ursprünglich ein Civil Parish in der Grafschaft Kent. 1730 erfolgte die Trennung in die Gemeinden St Paul Deptford und St Nicholas Deptford. Ab 1855 gehörten beide Gemeinden zum Einzugsgebiet des Zweckverbandes Metropolitan Board of Works, 1889 gelangten sie zum neuen County of London. Als es im Jahr 1900 zu einer weiteren Verwaltungsreform kam, gab es zunächst Überlegungen, beide Gemeinden zu einem Metropolitan Borough zusammenzulegen. Schließlich erhielt jedoch nur St Paul Deptford diesen Status, während St Nicholas Deptford mit dem Metropolitan Borough of Greenwich fusioniert wurde.
Bei der Gründung von Greater London im Jahr 1965 entstand aus der Fusion der Metropolitan Boroughs Deptford und Lewisham der London Borough of Lewisham.

## Statistik
Die Fläche betrug 1564 Acres (6,33 km²). Die Volkszählungen ergaben folgende Einwohnerzahlen:
Civil parish:
| Jahr      | 1801   | 1811   | 1821   | 1831   | 1841   | 1851   | 1861   | 1871   | 1881   | 1891    |
| Einwohner | 11.349 | 12.748 | 14.481 | 15.314 | 18.664 | 24.899 | 37.834 | 53.714 | 76.752 | 101.286 |

Metropolitan Borough:
| Jahr      | 1901    | 1911    | 1921    | 1931    | 1951   | 1961   |
| Einwohner | 110.398 | 109.496 | 112.534 | 106.891 | 75.495 | 68.829 |